# Isabelle Boéri-Bégard
Isabelle Boéri-Bégard (7 luglio 1960) è un'ex schermitrice francese, vincitrice di una medaglia d'oro nella scherma ai giochi olimpici.